# ブルー・トレイン (ジョン・コルトレーンのアルバム)
『ブルー・トレイン』（Blue Train ）は、ジャズ・サックス奏者ジョン・コルトレーンが1957年に発表したアルバム、及びその冒頭に収録されているコルトレーン作の楽曲。コルトレーンのリーダー・アルバムとしては唯一ブルーノートから発売された作品で、レコード番号BLP1577。同社のアルバムの中でも人気の高い「1500番台」のシリーズの一つ。

## 解説
コルトレーンは、バンド・リーダーとしてデビューする少し前、ブルーノートの創設者であるアルフレッド・ライオンに会いに行った。理由は金目当てともソプラノ・サックスの勉強とも言われ、コルトレーンは金とレコードを持って帰った。アルフレッドはコルトレーンと専属契約しようと考えていたが、その後コルトレーンはプレスティッジ・レコードと契約してしまい、アルフレッドは悔しがったという。しかしコルトレーンはアルフレッドとの約束を果たすため、アルバムのアイデアを温め続け本アルバムのレコーディングを行う。
アルフレッドは、本作制作に当たってコルトレーンの意向を尊重した。その結果、コルトレーン自身がほとんどの楽曲を作曲。また、ベースとドラムはマイルス・デイヴィス・バンドでの仲間、トロンボーンは旧知のカーティス・フラーといった具合に、サイドメンの人選もコルトレーン主導であった。
「モーメンツ・ノーティス」は、後にマイク・スターンが度々カバーした。また歌手ハリー・コニック.Jrがソロ・ピアノでこの曲をカバーしたこともある。
なお、コルトレーンは、本作以前にもポール・チェンバースのサイドマンとしてブルーノートでレコーディングを行っている 。

## 収録曲
アナログA面
1. ブルー・トレイン - Blue Train（John Coltrane）
2. モーメンツ・ノーティス - Moment's Notice（Coltrane）

アナログB面
1. ロコモーション - Locomotion（Coltrane）
2. アイム・オールド・ファッションド - I'm Old Fashioned（Kern, Mercer）
3. レイジー・バード - Lazy Bird（Coltrane）

## 演奏メンバー
- ジョン・コルトレーン - テナー・サックス
- リー・モーガン - トランペット
- カーティス・フラー - トロンボーン
- ケニー・ドリュー - ピアノ
- ポール・チェンバース - ベース
- フィリー・ジョー・ジョーンズ - ドラム